# Концентрический кратер
Концентрические кратеры — тип ударных кратеров диаметром от 2 до 28 километров с двумя (редко больше) концентрическими кольцами. Редкие объекты подобного типа известны только на Луне и, вероятно, на Меркурии. Происхождение их внутренних колец остается неясным, хотя имеется несколько гипотез, объясняющих его.
Подобную форму могут иметь и кратеры существенно меньшего или большего размера кратеры. Некоторые кратеры такой же формы подходящего размера рассматривают отдельно, так как их форма имеет другое объяснение. Однако иногда называют концентрическими и некоторые из них.

## Описание
Диаметр таких кратеров находится в границах от 2–28 км (чаще всего — 4–12 км) и в среднем составляет 8 км. Их внешний (главный) вал аналогичен таковому у обычных ударных кратеров, но в них присутствует также внутреннее кольцо. Оно может иметь вид отдельного вала или уступа на наружном склоне, либо иметь промежуточный вид. Иногда оно едва заметно, а иногда сравнимо по размерам с главным валом. Диаметр этого кольца составляет 20–80% (в среднем 50 %) диаметра главного. Иногда между главным и внутренним валом лежит кольцо холмов или (редко) полоса плоской поверхности. Центральная часть дна может быть плоской, вогнутой или неровной. Глубина концентрических кратеров меньше, чем у обычных кратеров такого диаметра (обычно в 2-3 раза).
Концентрические кратеры, как и обычные, могут быть несколько вытянуты, что объясняют ударом под малым углом к горизонту (значительную вытянутость имеют 9 из 114 исследованных представителей). При этом внутреннее кольцо чаще всего, но не всегда, круглое.
Химический состав почвы (по крайней мере содержание железа и титана) в этих кратерах, по данным спектрального анализа, такое же, как и в окружающей местности (кроме случаев, когда отличия вызваны неоднородностью поверхности до столкновения или последующим заливанием лавой).
Все концентрические кратеры имеют большой возраст. Часто они существенно разрушены, ни у одного не сохранились лучи, а у большинства — и ореол выбросов (хотя иногда он прослеживается). Некоторые из этих кратеров залиты морской лавой (6 случаев из 114). Согласно приблизительным оценкам возраста, сделанным на основе степени сохранности, 88 из этих 114 оказались старше 3,8 млрд лет, возраст 9 лежит в пределах 3,8–3,2 млрд лет, а в остальных 17 — меньше 3,2 млрд лет, но все же довольно значителен. Таким образом, большинство из них являются имбрийскими и раннеимбрийскими, около 10 %. — позднеимбрийскими и около 15 % — эратосфеновскими. Младших — коперниковских — среди них нет.

## Сравнение с другими типами кратеров

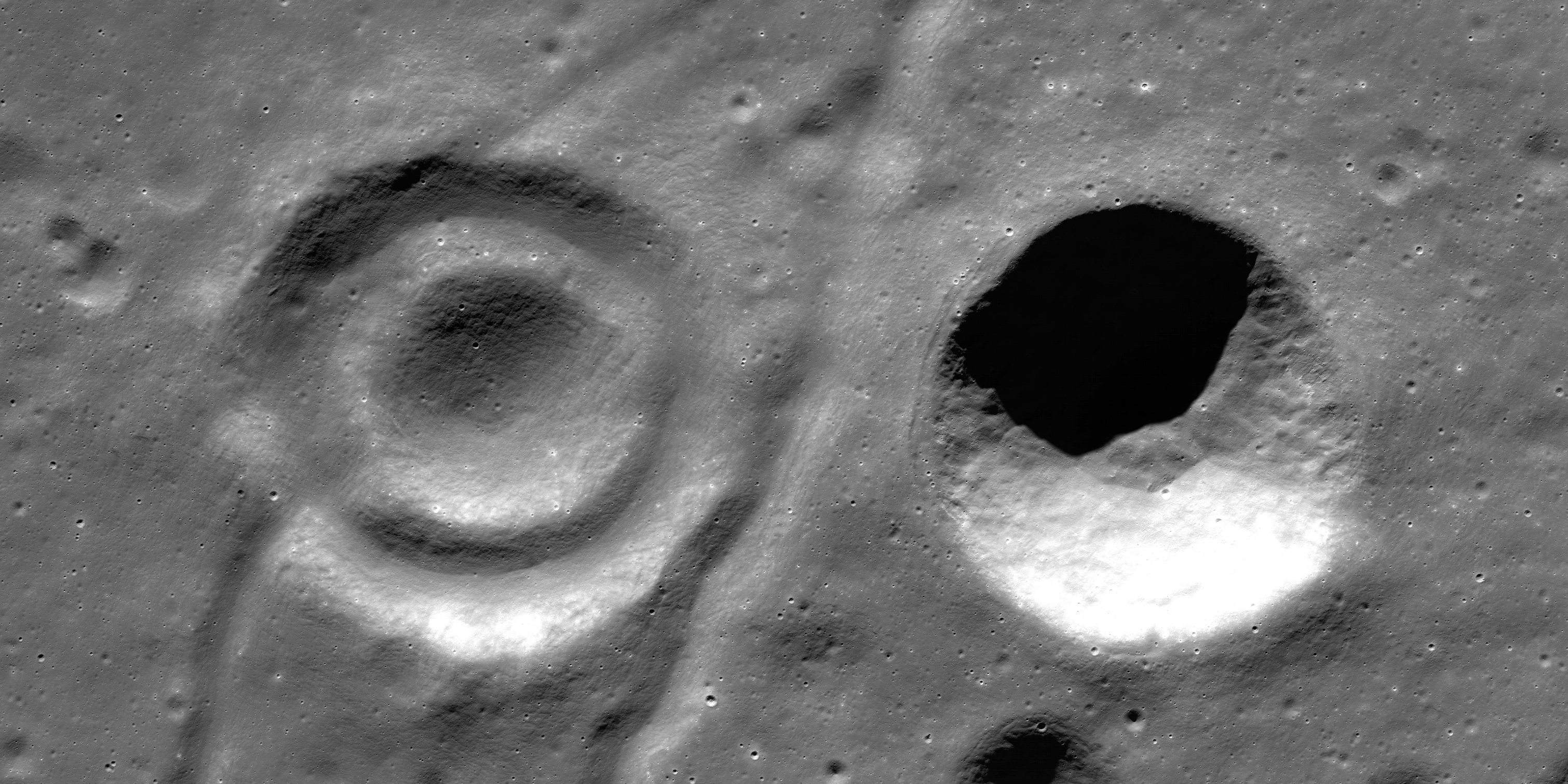
Два безымянных кратера: концентрический и обычный. Диаметры — 6 и 5 км.

Концентрические кратеры — редкое исключение среди кратеров подобных размеров. Обычные лунные кратеры такого диаметра имеют простую чашевидную форму. Иногда — особенно у больших — в их центре есть участок плоского дна (у некоторых — с центральной горкой), а на склонах могут быть оползни и террасы.
Для гораздо меньших и значительно больших кратеров двухкольцевой вид, напротив, является нормой (пока они не теряют его из-за разрушения). Но существенно большие и, возможно, меньшие кратеры имеют его в силу других причинам.
Признаки концентричности часто встречаются у кратеров диаметром в сотни метров, расположенных в лунных морях. В частности, на одном из участков Океана Бур эти признаки обнаружены у всех молодых кратеров диаметром от 120 до 250 м, а также у некоторых больших или меньших (по крайней мере, от 10 до 500 м). В отличие от концентрических кратеров километровых масштабов, они обычно имеют между краями наружной и внутренней впадины полосу плоского дна. Иногда их тоже называют концентрическими кратерами (англ. concentric craters), иногда также «террасными» или «уступными» кратерами (bench craters). На лунных материках их нет. По некоторым наблюдениям, выраженность концентричности у них уменьшается с размером. Эти наблюдения, морфологические различия, а также то, что километровые концентрические кратеры встречаются и в морях, и на материках, указывают на то, что концентричность километровых и субкилометровых кратеров имеет разную природу. Для вторых её объясняют слоистостью почвы, а для первых это лишь одна из гипотез. Аналоги субкилометровых концентрических кратеров Луны известны и на других небесных телах, где они иногда достигают больших размеров (в том числе на Марсе и Фобосе).
На некоторых небесных телах известны и другие объекты подобного вида: кратеры с центральным углублением (англ. central pit craters). Они наиболее часто встречаются на Марсе, Ганимеде и Каллисто, но представлены и на Меркурии, Земле и Луне. Углубление может находиться на центральной горке или (при её отсутствии) на ровном дне; часто оно окружено небольшим валом. Между ним и наружным валом имеется кольцевой участок более или менее плоского дна, что для концентрических кратеров нехарактерно. Диаметр углубления в случае Марса составляет 2–48 % диаметра кратера, в случае Ганимеда и Каллисто — 10–50 %, а в случае Луны — 5–29 %. Возраст подобных объектов на Марсе, Ганимеде и Луне варьируется в очень широких пределах; среди них есть и очень молодые. На Луне известно несколько десятков таких кратеров; они распределены по поверхности значительно равномернее концентрических, их размер составляет 9–57 км, а углубления имеют довольно неровные края. Происхождение этих углублений неясно; оно может быть разным в разных случаях. Для марсианских кратеров его объясняют взрывом при нагревании подповерхностного льда ударным расплавом, но для лунных и меркурианских это невозможно из-за отсутствия значительного количества льда и вообще летучих веществ. Различия в форме, размере, пространственном и возрастном распределении между такими и концентрическими кратерами указывают на их разную природу.
Многокольцевое строение типично и для гигантских кратеров (бассейнов). На Луне она проявляется при диаметре кратера более 140–175 км. Для бассейнов появление дополнительных колец объясняют в основном иными причинами, чем у кратеров километрового масштаба. Против их общей природы свидетельствуют резко отличный размер, разное пространственное распределение и ряд морфологических различий. С другой стороны, выдвигалось и предположение, что кольца бассейнов связаны с теми же особенностями, что и кольца субкилометровых (и, возможно, километровых) кратеров, ключевым из которых выступает слоистость субстрата.

## Распространение
По состоянию на 2014 год, кратеры этого типа обнаружены только на Луне. Один объект, для которого предполагают такую же природу, найден на Меркурии — наиболее похожем на Луну теле Солнечной системы. Кратеры схожей формы на других небесных телах, вероятно, имеют другое происхождение.
Поскольку концентрические кратеры невелики и часто слабо выражены, их точное количество определить трудно. Каталог, составленный в 2014 году, содержит 114 лунных кратеров с большими или меньшими признаками концентричности, причем тремя годами раньше их насчитывали вдвое меньше. Обычно они лежат у берегов морей (как с морской, так и с материковой стороны). По данным 1978 года (полученным примерно по 50 объектам), это наблюдается в 70 % случаев. 20 % расположены в более материковых областях, но так же вблизи мест выхода на поверхность морской лавы. Оставшаяся часть — 10 % — находятся в чисто материковой местности. В центральных областях морей концентрических кратеров не бывает. Их распределение очень похоже на распределение больших кратеров с растрескавшимся дном, внутри которых они нередко и встречаются. Значительной склонности к группированию у концентрических кратеров нет: чаще всего они разбросаны далеко друг от друга, хотя есть и исключения.

## Происхождение
Есть следующие гипотезы, объясняющие появление концентрических кратеров:
- Падение в одно место двух метеоритов один за другим. Это не исключено, поскольку фрагменты единого тела, разорванного приливными силами, могут лететь рядом по одной траектории[28]. Этой гипотезе противоречит неслучайность пространственного распределения таких кратеров[3][7][8]. Однако это не исключает возможности того, что некоторые из них образовались именно так[12].
- Образование внутреннего вала лавой, поднимающейся из недр. Возможно, в центре метеоритного кратера находится вулкан с собственным кратером[29], а возможно, лава выступает только по краям метеоритного кратера, где и образует кольцо[30]. В любом случае эта лава должна быть достаточно вязкой или извергаться достаточно медленно, иначе вместо возвышенности она образует обычное плоское лавовое поле[8]. Также была выдвинута версия, что внутренний вал является кольцевой дайкой, по каким-то причинам возвышающейся над поверхностью[31]. Вулканизм может создать более одного вала: на Земле известны вложенные один в другой кратеры, созданные последовательными извержениями, которые чередовались с обрушениями или взрывами[29]. Соответственно, выдвигались и идеи о чисто вулканической природе концентрических кратеров, но этому противоречит сходство их внешнего вала (а у некоторых — и остаток ореола выбросов) с обычными метеоритными кратерами[8]. Проблемой вулканической версии является единообразие химического состава почвы в кратере и вне его[3][5][7][13].
- Поднятие дна кратера лавой, не доходящей до поверхности и застывающей на глубине (интрузия)[32]. Эта гипотеза, как и предыдущая, требует найти дополнительное объяснение того, почему в кратере образуется именно кольцевидная возвышенность. Возможно, приподнятое дно впоследствии обрушивается в центре, а возможно, поднимается только периферическая часть, где этому не мешает слой застывшего импактного расплава[3][33]. В пользу этой и предыдущей версий свидетельствует расположение этих кратеров в основном в местах, где много проявлений вулканической активности, отсутствие среди них молодых (вулканическая активность на Луне уже утихла) и относительно небольшая глубина[3][5][8][12]. Интрузией лавы объясняют также растрескивание дна, наблюдаемое у многих лунных кратеров (имеющих такое же пространственное распределение, как концентрические, но, как правило, больший размер)[6][7][27]. Существует предположение, что при диаметре кратера >15 км интрузия влечет за собой появление трещин, а при меньшем — появление второго вала[5]. Есть кратер, имеющий и второе кольцо, и трещины (Шлютер X).
- Слоистая поверхность почвы в месте столкновения. Верхний слой почвы является менее прочным, чем нижний, из-за измельчения метеоритной бомбардировкой. Взрыв при ударе в такую почву может создать два вложенных кратера: большой в верхнем слое и маленький — в нижнем. Такой механизм был подтверждён моделированием в лаборатории[9][10][34] и на компьютере[35]. Также действенность этого механизма подтверждена исследованиями нескольких мелких кратеров, которые были осмотрены астронавтами Аполлонов[36]. Кратеров, появление которых объясняют именно так, в лунных морях очень много[9], причем на материках, где почва измельчена до очень большой глубины, их нет[10]. Однако некоторые соображения (см. выше) указывают на то, что таким образом могут появляться только небольшие — до сотен метров — кратеры такой формы, хотя окончательно предельные размеры не установлены[9]. Другие проблемы, связанные с применимостью этой гипотезы к концентрическим кратерам километрового масштаба — отсутствие среди них молодых[5], обычный вид большинства расположенных неподалёку от них кратеров[7][32] и то, что они встречаются и в морях, и на материках[8], а также некоторые морфологические особенности (в частности кольцо холмов у некоторых представителей)[5].
- Формирование внутреннего вала из грунта, сдвинутого со наружного склона. Обрушенные края — обычное явление у лунных кратеров размером более 13–15 км[14]. Часто оползни создают на их краях террасы. Но эти террасы обычно многочисленны и имеют небольшие размеры и неправильную форму и не охватывают весь периметр кратера[5]. Также эта гипотеза не объясняет преимущественное расположение концентрических кратеров по берегам морей[3][7] и отсутствие среди них коперниковских[7]. По некоторым оценкам, в её пользу не свидетельствует практически ничего[30]; по другим, она объясняет по крайней мере кольца холмов, имеющиеся в некоторых концентрических кратерах[26].

## Примеры
Наиболее легкодоступный для наблюдений концентрический кратер — Гесиод A на юге Моря Облаков. Благодаря относительно большому размеру (15 км) и хорошей сохранности его можно различить в телескоп с апертурой примерно 11 см, тогда как другие доступны для наблюдения в не менее чем в 15-сантиметровый телескоп. Другие примечательные примеры — 11-километровый Крозье H на западном берегу Моря Изобилия и 7-километровый Март в Болоте Эпидемий. Последний, несмотря на малый размер, хорошо заметен благодаря большой яркости. Он виден даже на полной Луне, на которой не проявляется рельеф поверхности. Это касается и некоторых других концентрических кратеров.
Разнообразие концентрических кратеров (в скобках — диаметр):
Расположение некоторых концентрических кратеров. На первых двух снимках типичные случаи: представители, лежащие в большом кратере с трещинами на дне и в прибрежной зоне моря. На следующих трех — редкие экземпляры, находящиеся на вулканических или интрузивных куполах (малозаметные низкие просторные возвышенности с округлыми очертаниями) и на морской гряде. Два кратера с признаками концентричности на предпоследнем снимке — Архит G и безымянный — является редким случаем смежности таких объектов.